# Adrian Viveash
Adrian Viveash (* 30. September 1969 in Swindon) ist der derzeitige U-21-Trainer des Chelsea FC.

## Spielerkarriere
Viveash spielte mehr als 400 Ligaspiele in der Premier League und wurde als zentraler Verteidiger, besonders in seiner Heimatstadt Stadt Swindon und in Walsall, bekannt.
Er beendete seine Spielerkarriere bei Cirencester Town, in der Southern Football League.

## Trainerkarriere
Adrian Viveash wurde 2007 Trainer von Cirencester Town bis ihm im Jahr 2008 angeboten wurde, die Chelsea Akademie zu coachen. Er engagierte sich schnell in den Altersgruppen U15 und U16 und wurde zum Manager der U16 für die Saison 2009/10 befördert. Er arbeitete auch eng mit U18 Manager Dermot Drummy zusammen.
Im Juli 2011 erhielt Viveash, aufgrund der Beförderung von Drummy zum Reserve Team-Manager, den Job des Jugend Team-Managers. Er gewann zwei FA Youth Cups in drei Jahren. Im Mai 2014 erhielt er die UEFA Pro-Lizenz.
Im Juni 2014 wurde er zum U21-Manager befördert.